# Rafael Guijosa
Rafael Guijosa Castillo (Alcalá de Henares, 31 gennaio 1969) è un ex pallamanista e allenatore di pallamano spagnolo.

## Palmarès

### Olimpiadi
- 2 medaglie:
  - 2 bronzi (Atlanta 1996; Sydney 2000)

### Europei
- 2 medaglie:
  - 1 argento (Italia 1998)
  - 1 bronzo (Croazia 2000)